# Bugula robusta
Bugula robusta är en mossdjursart som beskrevs av William MacGillivray 1869. Bugula robusta ingår i släktet Bugula och familjen Bugulidae.
Artens utbredningsområde är Röda havet. Inga underarter finns listade i Catalogue of Life.